# Tageteae
Die Tageteae sind eine Tribus in der Unterfamilie Asteroideae innerhalb der Pflanzenfamilie der Korbblütler (Asteraceae). Sie enthält 16 bis 23 Gattungen mit etwa 216 Arten. Das Zentrum der Artenvielfalt ist das trockene mexikanische Hochland.

## Beschreibung

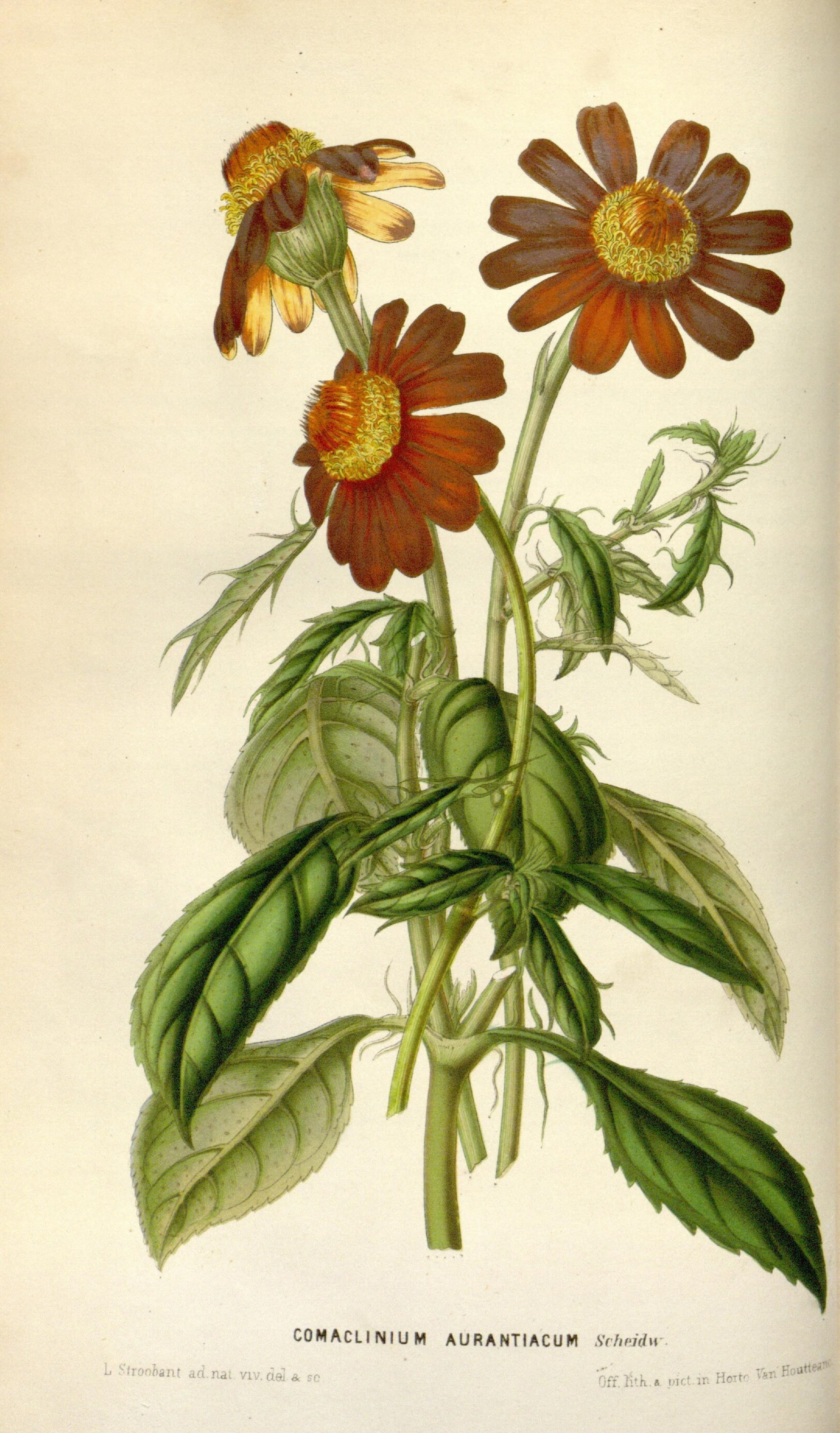
Illustration aus Flore des serres et des jardins de l'Europe von Comaclinium montanum

### Vegetative Merkmale
Die Arten der Tageteae sind einjährige bis ausdauernde krautige Pflanzen oder verholzende Pflanzen, die als Sträucher bis selten kleine Bäume wachsen. Sie wachsen meist terrestrisch, selten aquatisch. Einige Gattungen (Flaveria, Pectis) gehören zu den C4-Pflanzen.
Die Laubblätter sind wechselständig oder gegenständig angeordnet. Die einfache, gefiederte oder doppelt gefiederte Blattspreite ist im Umriss fadenförmig bis breit eiförmig. Am Blattrand, oder verstreut über die Blattspreite sitzen häufig durchscheinende Öldrüsen.

### Generative Merkmale
In unterschiedlich aufgebauten Gesamtblütenständen stehen die körbchenförmigen Blütenstände zusammen, manchmal stehen die Blütenkörbe einzeln. Die Hülle der Körbchen ist einfach, „kuppelig“ oder halbkugelig, gelegentlich mit Außenhülle. Die Hüllblätter der Körbchenhülle stehen in einer bis fünf Reihen, sie sind untereinander gleich oder werden nach außen hin größer. Sie sind meistens drüsig, oft mit ovalen, manchmal strichförmigen durchscheinenden Drüsen. Der Körbchenboden trägt gelegentlich Schuppen, Borsten oder Spreublätter.  Die Körbchen enthalten innen Röhrenblüten, die von einem Ring aus zweilappigen Zungenblüten umgeben sind, der selten fehlen kann. Die Scheibenblüten sind zwittrig, manchmal einige funktional rein männlich. Die Blüten sind meist fünfzählig (selten drei- oder sechszählig), in der Regel radiärsymmetrisch, selten etwas zygomorph. Die Anhängsel der Staubbeutel sind tragen gewöhnlich keine Drüsenhaare, sie sind in der Regel verfestigt, indem ihre innere Zellschicht (Endothecium) als Sklereide mit ein bis zwei (selten bis vier) polaren Verdickungen verstärkt sind.
Die Achänen sind zylindrisch oder spindelförmig, nur selten abgeflacht und schwarz, selten braun, gefärbt. Sie sind streifig, locker bis dicht behaart, meist mit der Behaarung an der Basis und der Spitze verdichtet und in der Regel erkennbar gestielt. Der Pappus besteht aus wenigen bis mäßig vielen Schuppen oder Borsten, manchmal ist er zu einem Schuppenkranz zurückgebildet oder fehlt ganz.

## Verbreitung
Die Tribus Tageteae ist in der Neuen Welt verbreitet und hat ihren Verbreitungsschwerpunkt in Mexiko und den südlichen USA. Gattungen kommen außerdem im tropischen bis gemäßigten Südamerika (mit der nur in Peru vorkommenden Gattung Schizotrichia) und auf karibischen Inseln (mit den auf Kuba endemischen Gattungen Harnackia und Lescaillea) vor. Nur eine Art, Flaveria australasica kommt in Australien vor. Einige Arten, insbesondere aus der Gattung Tagetes (Studentenblumen) sind beliebte Zierpflanzen und als solche weltweit verbreitet worden, teilweise sind sie später als Neophyten verwildert.

## Systematik
Die Tribus Tageteae wurde 1819 durch Alexandre Henri Gabriel de Cassini in Journal de Physique, de Chimie, d'Histoire Naturelle et des Arts, Band 88, Seite 162 aufgestellt.
Mit Ausnahme der artenreichen Gattungen Pectis (etwa 90 Arten), Tagetes (etwa 55 Arten) und Porophyllum (etwa 28 Arten) umfasst sie vor allem artenarme oder monotypische Gattungen. Die früher übliche Aufteilung in Subtriben wird durch molekulare Analysen nicht unterstützt.
Die Tribus Tageteae enthält 16 bis 23 Gattungen mit etwa 216 Arten:
- Adenophyllum Pers.: Die etwa zehn Arten sind von den südwestlichen USA (drei Arten) über Mexiko bis Zentralamerika verbreitet.[3]
- Arnicastrum Greenm.: Die etwa zwei Arten sind in Mexiko verbreitet.
- Bajacalia Loockerman, B.L.Turner & R.K.Jansen: Sie wurde 2003 mit Arten, die aus der Gattung Porophyllum ausgegliedert wurden, aufgestellt. Die nur drei Arten sind Endemiten auf der Halbinsel Baja California und auf den benachbarten Inseln Ángel de la Guarda, Dátil, San Esteban sowie Tiburón.[1]
- Boeberastrum (A.Gray) Rydb.: Die nur zwei Arten kommen wohl nur in Baja California vor.
- Boeberoides (DC.) Strother: Sie enthält nur eine Art:
  - Boeberoides grandiflora (DC.) Strother: Sie kommt nur im mexikanischen Bundesstaat Guerrero vor.
- Chrysactinia A.Gray: Die etwa fünf Arten sind von den südwestlichen USA (eine Art) bis Mexiko  verbreitet.[3]
- Clappia A.Gray: Sie enthält nur eine Art:
  - Clappia suaedifolia A.Gray: Sie ist von Texas bis Mexiko verbreitet.[3]
- Comaclinium Scheidw. & Planch.: Sie enthält nur eine Art:
  - Comaclinium montanum (Benth.) Strother: Sie ist von Mexiko bis Zentralamerika verbreitet.
- Coulterella Vasey & Rose: Sie enthält nur eine Art:
  - Coulterella capitata Vasey & Rose: Sie kommt nur im mexikanischen Baja California vor.
- Dysodiopsis (A.Gray) Rydb.: Sie enthält nur eine Art:
  - Dysodiopsis tagetoides (Torrey & A.Gray) Rydb.: Sie gedeiht auf Kalkstein-Aufschlüssen und darüber gebildeten Böden in Höhenlagen von 100 bis 700 Metern in den südlichen-zentralen US-Bundesstaaten Oklahoma sowie Texas.[3]
- Dyssodia Cav.: Die etwa vier Arten sind von Nordamerika (nur eine Art) über Mexiko bis Zentralamerika verbreitet. In Südamerika kommt sie als Neophyt vor.[3]
- Flaveria Juss.: Die etwa 21 Arten sind in den USA (acht Arten), in Mexiko, Zentralamerika, auf den Großen Antillen, in Südamerika, in Indien, Afrika sowie Australien verbreitet.[3]
- Gymnolaena (DC.) Rydb.: Die etwa drei Arten sind in Mexiko verbreitet.
- Haploesthes A.Gray: Die etwa drei Arten sind von den südwestlichen USA (eine Art) bis Mexiko verbreitet.[3]
- Harnackia Urb.: Sie enthält nur eine Art:
  - Harnackia bisecta Urb.: Sie kommt nur in Kuba vor.
- Hydropectis Rydb.: Die etwa drei Arten sind in Mexiko verbreitet.
- Jamesianthus S.F.Blake & Sherff: Sie enthält nur eine Art:
  - Jamesianthus alabamensis S.F.Blake & Sherff: Sie gedeiht an schattigen Standorten auf Kalkstein-Aufschlüssen in Höhenlagen von 70 bis 200 Metern nur in Alabama.[3]
- Jaumea Pers.: Die nur zwei Arten sind von den westlichen USA (eine Art) bis ins nordwestliche Mexiko und in Südamerika verbreitet.[3]
- Lescaillea Griseb.: Sie enthält nur eine Art:
  - Lescaillea equisetiformis Griseb.: Sie kommt nur in Kuba vor.
- Leucactinia Rydb.: Sie enthält nur eine Art:
  - Leucactinia bracteata (S.Watson) Rydb.: Sie kommt nur im mexikanischen Bundesstaat Nuevo León vor.
- Nicolletia A.Gray: Die etwa drei Arten sind von den südwestlichen USA (zwei Arten) bis ins nördliche Mexiko verbreitet.[3]
- Oxypappus Benth.: Sie enthält nur eine Art:
  - Oxypappus scaber Benth.: Sie ist in Mexiko verbreitet.
- Pectis L.: Die etwa 90 Arten sind von Nordamerika (13 Arten) über  Mexiko, Zentralamerika, auf Karibischen Inseln bis Südamerika verbreitet. Zwei Arten sind Endemiten auf den Galapagos-Inseln. Je eine Art ist ein Neophyt in Hawaii und Taiwan.[4][3]
- Porophyllum Adans.:[4] Die etwa 25 Arten sind von den südwestlichen USA (fünf Arten) über  Mexiko, Zentralamerika, auf Karibischen Inseln bis Südamerika verbreitet.[3]
- Pseudoclappia Rydb.: Die nur zwei Arten sind von den südwestlichen USA (beide Arten) bis ins nördliche Mexiko verbreitet.[3] Darunter:
  - Pseudoclappia watsonii A.M.Powell & B.L.Turner
- Sartwellia A.Gray: Die etwa drei Arten sind von den südwestlichen USA (eine Art) bis Mexiko verbreitet.[3]
- Schizotrichia Benth.: Die nur zwei Arten sind in Peru verbreitet.
- Strotheria B.L.Turner: Sie enthält nur eine Art:
  - Strotheria gypsophila B.L.Turner: Sie kommt nur im mexikanischen Bundesstaat Nuevo León vor.
- Tagetes, auch Studentenblume, Sammetblume genannt (Tagetes L.): Die 40 bis 56 Arten sind in der Neuen Welt verbreitet. Das Zentrum der Artenvielfalt ist Mexiko. Wenige Arten sind in einigen Gebieten der Welt Neophyten.[3] Viele Sorten werden als Zierpflanzen verwendet.
- Thymophylla Lag.: Die etwa 13 Arten sind von den südwestlichen USA bis Mexiko natürlich verbreitet. Auf Karibischen Inseln, in Südamerika, Asien und Afrika sind es Neophyten.[3]
- Urbinella Greenm.: Sie enthält nur eine Art:
  - Urbinella palmeri Greenm.: Sie kommt in Mexiko vor.
- Varilla A.Gray: Die nur zwei Arten sind von Texas (eine Art) bis Mexiko verbreitet.[3]